# Ридель, Зигфрид
Зи́гфрид Ри́дель (нем. Sigfrid Riedel; 3 сентября 1918, Нойвельт — 4 мая 2018) — военный и политический деятель ГДР, в 1960—1967 годах начальник Главного штаба ННА, генерал-лейтенант (1963 год).

## Биография
Из семьи рабочего-металлиста. После окончания школы получил среднее профессиональное образование по профессии торговый служащий. В 1929—1933 годах был членом
«Красных пионеров» и Коммунистического союза молодёжи Германии. В 1938—1939 годах Ридель служил в Имперской Трудовой Службе. С началом Второй мировой войны его призывают в вермахт. В 1945 году в чине фельдфебеля он попадает в американский плен. После своего освобождения из плена Ридель вступает в КПГ и работает руководителем биржи труда в Шварценберге. 1 марта 1947 года он вступает в транспортную полицию (до 1949 года Ридель руководит отделом кадров Окружного управления транспортной полиции Ауэ (нем. Personalleiter beim Volkspolizeikreisamt Aue). В 1949—1950 годах он учится на специальных учебных курсах в СССР. После своего возвращения он с 1950 года по 1952 год служил начальником штаба служебного пункта КНП Лейпциг 2 (нем. Stabschef der KVP-Dienststelle Leipzig II). В 1952—1953 годах он в Пазевальке занимает должность начальника штаба территориального управления КНП (нем. Stabschef der Territorialen Verwaltung der KVP). В 1953—1954 годах Ридель служит начальником штаба служебного пункта КНП Потсдам (нем. Stabschef der KVP-Dienststelle Potsdam). После года пребывания в штабе КНП Ридель был направлен на обучение в Военной академии Генерального штаба Вооружённых сил СССР. Там он учился в 1955—1957 годах. После своего возвращения в ГДР в качестве дипломированного военного специалиста Ридель служил в Министерстве национальной обороны заместителем начальника Главного штаба ННА (в 1957—1960 годах). В 1960—1967 годах он заместитель Министра национальной обороны ГДР и начальник Главного штаба ННА. В десятую годовщину образования ГДР, 7 октября 1959 года, Риделю было присвоено звание генерал-майора. Ровно через четыре года спустя, 7 октября 1963 года, его повысили в звании до генерал-лейтенанта. В 1967—1982 годах Ридель находился на должности статс-секретаря и руководителя Главного управления по планированию при председателе Совета министров ГДР (Staatssekretär und Leiter der Hauptverwaltung für Planung beim Vorsitzenden des Ministerrats der DDR). 1 января 1983 года был уволен с государственной службы.